# Oriulus georgicolens
Oriulus georgicolens är en mångfotingart som beskrevs av Chamberlin 1940. Oriulus georgicolens ingår i släktet Oriulus och familjen Parajulidae. Inga underarter finns listade i Catalogue of Life.